# Linea Sokol'ničeskaja
La Linea Sokol'ničeskaja (in russo Соко́льническая ли́ния?) o linea 1, precedentemente conosciuta come Kirovsko-Frunzenskaja (Кировско-Фрунзенская), una linea della metropolitana di Mosca che risale al 1935, data in cui il sistema fu inaugurato. Attualmente la linea conta 26 stazioni per un totale di 44,1 km di tracciato. Il carico giornaliero di passeggeri è di 1,7 milioni. È indicata nelle mappe della metropolitana con il numero 1.

## Storia
Dato che la linea fu la prima del sistema ad essere sviluppata, la storia del suo sviluppo coincide con la storia iniziale della Metropolitana di Mosca. In breve, il suo scopo era quello di tagliare la capitale russa su un asse da nord-est a sud-ovest, partendo dal Parco Sokol'niki e continuando attraverso tre stazioni ferroviarie, per attraversare poi il centro cittadino con i suoi principali snodi: la Porta Rossa, Kirovskaja e Piazza Lubjanka. Da lì, un ramo separato avrebbe condotto nell'Arbat e poi nella stazione ferroviaria Kievskij, prima di essere separata nel 1938 nelle linee separate Arbatsko-Pokrovskaja e in seguito anche nella Filëvskaja (1958). La parte restante del ramo Frunzenskaja andava lungo il muro occidentale del Cremlino attraverso la Biblioteca di stato russa e nel futuro sito del Palazzo dei Soviet, sulla riva della Moscova, terminando presso il Parco Gor'kij.
Sebbene la Metropolitana di Mosca vada fiera della migliore architettura stalinista e dei primi tentativi di art déco, le stazioni della prima linea sono molto lontane da questi stili. Le stazioni della prima tratta sono in stile classico, che riporta alle atmosfere degli anni trenta, con la sua architettura neoclassica. È peraltro vero che la costruzione di queste prime stazioni permise di far evolvere i palazzi degli anni quaranta e cinquanta. Gran parte di essi è ufficialmente nella lista del patrimonio architettonico nazionale.
Nella seconda metà degli anni '50 ci furono ulteriori sviluppi; la linea fu estesa fino al quartiere Khamovniki nel 1957, raggiungendo lo Stadio Lužniki e l'Università di Mosca nel 1959. Questo prolungamento richiese l'attraversamento del fiume Moskva su un ponte sia per auto che per la metropolitana: il ponte comprende addirittura una stazione metropolitana al suo interno. La stazione fu chiusa nel 1984 fino al 2002 per lavori al ponte.
Dall'altro capolinea, vi furono due estensioni della linea: una nel 1965, attraverso il fiume Jauza (su un ponte aperto), e una nel 1980 per raggiungere Bogorodskoje.
Negli ultimi 5 anni vi è stato un ampliamento della linea in direzione sud, con l'apertura della stazione di Troparëvo nel 2014, Rumjancevo e Salarjevo nel 2016; il 20 giugno 2019 è avvenuta l'inaugurazione di un lungo tratto lungo 11,4 km comprendente le stazioni di Filatov Lug, Prokšino, Ol'chovaja e Kommunarka.

### Cronologia
| Tratta                                        | Data di apertura | Lunghezza |
| --------------------------------------------- | ---------------- | --------- |
| Sokol'niki – Park Kul'tury                    | 15 maggio 1935   | 8,4 km    |
| Park Kul'tury – Sportivnaja                   | 1º maggio 1957   | 2,5 km    |
| Sportivnaja – Universitet                     | 12 gennaio 1959  | 4,5 km    |
| Universitet – Jugo-Zapadnaja                  | 30 dicembre 1963 | 4,5 km    |
| Sokol'niki – Preobraženskaja Ploščad'         | 31 dicembre 1965 | 2,5 km    |
| Preobraženskaja Ploščad' – Ulica Podbel'skogo | 3 agosto 1990    | 3,8 km    |
| Vorobёvy Gory – dopo la ricostruzione         | 14 dicembre 2002 | N/A       |
| Jugo-Zapadnaja – Troparëvo                    | 8 dicembre 2014  | 2 km      |
| Troparëvo – Salarjevo                         | 15 febbraio 2016 | 4,3 km    |
| Salarjevo – Kommunarka                        | 20 giugno 2019   | 11,4 km   |
| Totale                                        | 26 stazioni      | 44,5 km   |

### Cambiamenti di nome
| Stazione        | Nome/i precedente/i                             | Anni      |
| --------------- | ----------------------------------------------- | --------- |
| Krasniye Vorota | Krasnye Vorota                                  | 1935–1962 |
| Krasniye Vorota | Lermontovskaja                                  | 1962–1986 |
| Čistiye Prudy   | Kirovskaja                                      | 1935–1990 |
| Čistiye Prudy   | Mjasnickaja                                     | 1990      |
| Lubjanka        | Dzeržinskaja                                    | 1935–1990 |
| Ochotnyj Rjad   | Okhotny Rjad                                    | 1935–1955 |
| Ochotnyj Rjad   | Imeni L.M. Kaganoviča                           | 1955–1957 |
| Ochotnyj Rjad   | Okhotny Rjad                                    | 1957–1965 |
| Ochotnyj Rjad   | Prospekt Marksa                                 | 1965–1990 |
| Kropotkinskaja  | Dvorec Sovetov                                  | 1935–1957 |
| Park Kul'tury   | Centralnyj Park Kultury i Otdykha Imeni Gorkogo | 1935–1980 |
| Vorob'ëvy gory  | Leninskie Gory                                  | 1957–2002 |

## Interscambio
| Linea                              | stazione                                          |
| ---------------------------------- | ------------------------------------------------- |
| Linea Zamoskvoreckaja              | Ochotnyj Rjad                                     |
| Linea Arbatsko-Pokrovskaja         | Biblioteka Imeni Lenina                           |
| Linea Filëvskaja                   | Biblioteka Imeni Lenina                           |
| Linea Kol'cevaja                   | Komsomol'skaja, Park Kul'tury                     |
| Linea Kalužsko-Rižskaja            | Čistiye Prudy                                     |
| Linea Tagansko-Krasnopresnenskaja  | Lubjanka                                          |
| Linea Serpuchovsko-Timirjazevskaja | Biblioteka Imeni Lenina                           |
| Linea Ljublinsko-Dmitrovskaja      | Čistiye Prudy                                     |
| Linea Bol'šaja kol'cevaja          | Sokol'niki, Prospekt Vernadskogo                  |
| Anello centrale di Mosca           | Bul'var Rokossovskogo, Čerkizovskaja, Sportivnaja |

## Strutture
Alla linea sono assegnati due depositi, il Severnoye (N°1) e il Cherkizovo (N°13). A partire dal 1997, entrambi i depositi sono stati ammodernati per poter ospitare i nuovi treni 81-717.5M/714.5M freschi di fabbrica. Cherkizovo attualmente può contenere 22 di questi treni composti da sette carrozze; l'ammodernamento di Sevenroye è stato invece più lento, e attualmente solo 33 dei 36 treni sono del nuovo modello, mentre gli altri sono i vecchi Ezh, Ezh1, Em-508 Em-509.

## Sviluppi recenti e progetti futuri
Attualmente la linea ha in servizio le strutture più antiche , pertanto sono stati apportati sistematicamente ammodernamenti. Tra i cambiamenti recenti ci sono un secondo ingresso a Kropotkinskaya, dal 1998. A Okhotny Ryad e Kropotkinskaya è stata inoltre rinnovata l'illuminazione.
Sono in programma estensioni a entrambi i capi della linea. Verso sud, è in progetto una stazione, Troparyovo. Sono in esame estensioni verso nord, a Ulitsa Podbelskogo e Cherkizovskaya, che furono costruite in modo da divenire un secondo anello che è in progetto dagli anni sessanta. Di conseguenza, i tunnel di Cherkizovskaya sono provvisti di altre stazioni perpendicolari, che permetterebbero alla linea di estendersi verso est nel quartiere di Golyanovo e incontrare la Linea Arbatsko-Pokrovskaja a Ščёlkovskaja. Attualmente, tuttavia, entrambe le estensioni sono abbastanza lontane nel futuro, dato che la Metropolitana di Mosca ha bisogno principalmente di altri progetti più importanti.